# Anisodes tenera
Anisodes tenera är en fjärilsart som beskrevs av W. Warren 1900. Anisodes tenera ingår i släktet Anisodes och familjen mätare. Inga underarter finns listade i Catalogue of Life.